# Удоканская медь
Удоканская медь (ранее «Байкальская горная компания») — российская частная горнометаллургическая компания, созданная в 2008 году для освоения Удоканского месторождения меди, которое является одним из крупнейших в мире. Генеральный директор — Алексей Ящук (ранее Борис Слуцкий). Председатель Совета директоров — Валерий Казикаев.

## История
Удокан является крупнейшим в России и одним из крупнейших в мире неразработанных месторождений меди. В соответствии с оценкой по международной классификации JORC (Joint Ore Reserves Committee — Объединённый комитет по запасам руды), ресурсы Удокана составляют 26,7 млн тонн меди.
В 2008 году лицензию на освоение Удоканского месторождения меди получил Михайловский горно-обогатительный комбинат, входящий в холдинг «Металлоинвест» USM Holdings Алишера Усманова. Позже в том же году была создана отдельная «Байкальская горная компания» (БГК), на которую и была переоформлена лицензия.
В 2009 году инжиниринговая компания Bateman подготовила предварительное ТЭО проекта Удокан. В 2010 году было пробурено более 13 тысяч метров скважин, построено кернохранилище, создана трёхмерная модель месторождения и начата оценка влияния проекта на экологическую и социальную ситуацию Каларского района.
В 2011 году Байкальская горная компания выкупила Удоканскую опытно-промышленную установку, построенную в 2003 году Московским государственным институтом стали и сплавов, для апробирования технологии производства меди из удоканской руды. В декабре 2018 года Главгосэкспертиза одобрила строительство первой очереди горно-металлургического комплекса «Удокан».
11 сентября 2023 года  состоялся первый пуск оборудования обогатительной фабрики горно-металлургического комбината «Удокан». В результате на предприятии получили первый медный концентрат.

## Подготовка проектов и получение разрешений
В сентябре 2018 года Федеральное агентство по недропользованию (Роснедра) согласовало технический проект разработки Удоканского месторождения меди. В декабре 2018 года Главгосэкспертиза одобрила строительство первой очереди горно-металлургического комплекса «Удокан» с мощностью комбината в 12 млн тонн руды в год. В 2019 году началось строительство горно-металлургического комбината «Удокан» и сопутствующей инфраструктуры, а также началась разработка месторождения. Окончание работ запланировано на 2022 год.
10 июля 2019 года Газпромбанк, ВЭБ.РФ и Сбербанк подписали с «Байкальской горной компанией» договор синдицированного кредита на разработку Удоканского месторождения меди на сумму $1,79 млрд. В это же время начались горно-капитальные работы с попутной добычей руды на карьере Западный Удоканского месторождения.
К концу 2019 года было завершено строительство энергокомплекса первой очереди: подстанции и линии электропередачи.
Весной 2020 года началось строительство корпуса обогатительной фабрики.
Летом 2020 года была построена автодорога к горно-металлургическому комбинату и мост через реку Нирунгнакан.
30 декабря 2020 года компания была переименована в честь Удоканского месторождения меди — Удоканская медь. В феврале 2021 года завершилось строительство опор высоковольтной линии для производства.
В июне 2021 года в рамках Петербургского международного экономического форума Газпромбанк, ВЭБ.РФ и Сбербанк совместно с «Удоканской медью» подписали соглашение по финансированию второй очереди освоения Удоканского месторождения меди. Объём инвестиций составляет около $4 млрд.
Выход на проектную мощность первой очереди горно-металлургического комбината «Удокан» запланирован на 2023 год.
12 сентября 2023 года в рамках Восточного экономического форума состоялся запуск обогатительной фабрики на Удоканском месторождении с участием Президента России Владимира Владимировича Путина. В результате на предприятии получили первый медный концентрат. Ожидаемый срок отработки месторождения составляет 50-60 лет.
Разработано ТЭО проекта, разработан технологический регламент для проектирования мощностей 2-й очереди ГМК «Удокан» производительностью 24-28 млн тонн руды в год. Разработана Схема внешнего энергоснабжения 2-й очереди.

## Технология добычи и переработки меди
Разработка Удоканского месторождения проводится открытым способом. Добыча ведется на двух участках карьера Западный по стандартной карьерной схеме.
Для переработки медной руды, добытой на Удоканском месторождении, и получения катодной меди и сульфидного концентрата будет использоваться флотационно-гидрометаллургическая технологическая схема.

## Влияние на регион
В сентябре 2018 года Байкальская горная компания, Правительство Забайкальского края и региональная «Ассоциация коренных малочисленных народов Севера» подписали соглашение о взаимодействии и сотрудничестве. Компания поддерживает мероприятия, способствующие сохранению традиционного уклада жизни и культуры проживающего на территории Каларского округа народа эвенков.
В январе 2019 года был разработан проект реконструкции аэропорта в поселке Чара, недалеко от Удоканского месторождения.
В 2020 году по заказу компании «Московский центр урбанистики» разработал проект развития инфраструктуры поселка Новая Чара.
В июне 2021 года «Удоканская медь» заключила соглашение о социально-экономическом взаимодействии с Правительством Забайкальского края и Администрацией Каларского муниципального округа.
В мае 2021 года компания начала разработку климатической программы для оценки прогнозируемых прямых и косвенных выбросов.
В 2021 году во время пандемии коронавируса компания профинансировала строительство инфекционного модуля при центральной районной больнице в Каларском районе.
Запуск комбината предусматривает возникновение в Забайкалье около двух тысяч новых рабочих мест.
Налоговые отчисления за время работы комбината в бюджеты различных уровней и внебюджетные фонды составят более 750 млрд рублей.

## Санкции
12 апреля 2023 года, на фоне вторжения России на Украину, холдинг USM и «Удоканская медь» были включены в санкционные списки США и Великобритании как компании связанные с Алишером Усмановым, который попал под санкции США, Евросоюза, Великобритании и ряда других стран после нападения России на Украину как «ответственный за финансирование агрессии».